# اللغة الألمانية في الولايات المتحدة

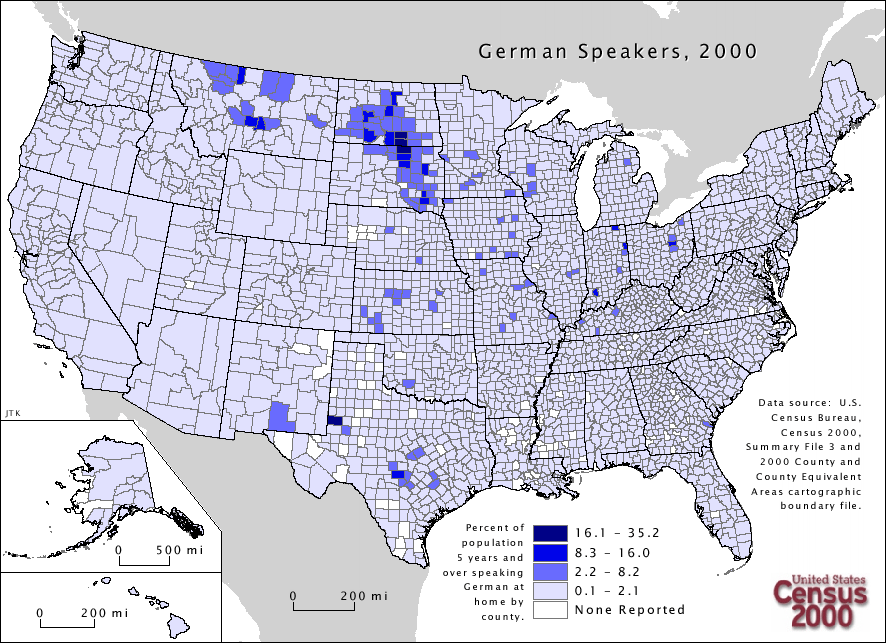
خارطة انتشار اللغة الألمانية في مقاطعات الولايات المتحدة في عام 2000 م

يتحدث حوالي 1.06 مليون شخص اللغةَ الألمانيةَ في الولايات المتحدة. ويفسر هذا بكون الألمان أكبرَ مجموعة إثنية في الولايات المتحدة، فأكثر من 50 مليون أمريكي يزعمون أن لهم أصلا ألمانيا. وتعد اللغة الألمانية ثاني أكثر اللغات تحدثا في ولاية دَكُوتَا الشمالية، وثالث أكثر اللغات تحدثا بعد الإنجليزية والإسبانية في 16 ولاية أخرى.